# Claude Lacroix
Pour les articles homonymes, voir Lacroix et Claude Lacroix (homonymie).
Claude Lacroix est un scénariste et dessinateur français né le 6 janvier 1944 à Amiens et mort le 2 mars 2021 à Saint-Mandé,.

## Biographie
Ses premiers dessins humoristiques sont publiés dans L’Os à moelle  en 1964, puis dans Candide, Arts et Loisirs, Elle, Plexus, Hara-Kiri, La Vie française, 60 Millions de consommateurs…
Comme dessinateur et scénariste de bande dessinée, Lacroix a collaboré à divers journaux : Les Pieds nickelés, Lisette, hebdomadaire pour les fillettes, où il publie la série Farfelune dont il est à la fois le scénariste et l'illustrateur. Il a participé également à la revue pour garçons, Formule 1, de Bayard presse puis à  Gomme !, Pilote, Métal hurlant, Okapi, Je bouquine, etc. Comme illustrateur, il a collaboré à Constellation, Fiction, Galaxie, Le Club du livre d'anticipation…
En qualité de journaliste et d'illustrateur, il a contribué à Jeux et Stratégie, Le Journal de Mickey, Le Point, Science et Vie, etc.
Il meurt le 2 mars 2021 à cause d'une dégénérescence cérébrale diagnostiquée depuis plusieurs mois.

## Œuvres
- Les Aventures des Gammas, scénario de François Weiss, CLE International, trois tomes : 1975 - 1976
- Yann le migrateur, scénario de Robert Génin, Glénat, 6 volumes : 1978 - 1984
- L'Homme au chapeau mou sous le pseudonyme de Tartempion, Dargaud, collection Pilote, trois tomes : 1979 - 1982
- Fariboles sidérales, sous le pseudonyme d'Alias[3], Les Humanoïdes Associés, 1979  (ISBN 2-7316-0004-7)
- L’Île au trésor de Robert Louis Stevenson. Éditions Dargaud, Collection « Lecture et Loisir » no 35, 1983
- Le Cycle de Cyann, en collaboration avec François Bourgeon, éd. Casterman, Vents d'Ouest, 12 bis et Delcourt, 1993 - 2014
- Des Monuments & des Hommes, t. 3 : Les Riches Heures de la cathédrale Notre-Dame de Paris, scénario de Serge Saint-Michel, Éditions du Signe, 2006  (ISBN 978-2-7468-1586-5)

## Prix
- 1998 : Alph'Art du public au festival d'Angoulême pour Le Cycle de Cyann, t. 2 : Six Saisons sur Ilo (avec François Bourgeon)